# Барчуков Іван Михайлович
Іван Михайлович Барчуков (25 листопада 1912, місто Кам'янське, тепер Дніпропетровської області — 24 серпня 1964, місто Тула, тепер Російська Федерація) — радянський державний діяч, голова виконавчого комітету Тульської обласної ради. Депутат Верховної ради СРСР 4-го скликання.

## Життєпис
Член ВКП(б) з 1932 року.
У 1934—1939 роках — помічник секретаря, завідувач культурно-пропагандистського відділу, 3-й секретар Одоєвського районного комітету ВКП(б) Московської (потім Тульської) області.
У 1939—1940 роках — помічник 1-го секретаря Тульського обласного комітету ВКП(б).
У 1940—1945 роках — завідувач Особливого сектору Тульського обласного комітету ВКП(б).
У 1945—1948 роках — завідувач організаційно-інструкторського відділу Тульського обласного комітету ВКП(б).
У 1948 році — 2-й секретар Тульського міського комітету ВКП(б).
У 1948 — серпні 1952 року — секретар Тульського обласного комітету ВКП(б).
У серпні 1952 — 1956 року — голова виконавчого комітету Тульської обласної ради депутатів трудящих.
У 1956—1961 роках — 1-й секретар Ленінського районного комітету КПРС Тульської області.
У 1961 — січні 1963 року — голова Партійної комісії при Тульському обласному комітеті КПРС.
У січні 1963 — 24 серпня 1964 року — голова Партійної комісії при Тульському сільському обласному комітеті КПРС.
Помер 24 серпня 1964 року в Тулі.

## Нагороди
- орден Трудового Червоного Прапора
- медаль «За трудову доблесть»
- медаль «За доблесну працю у Великій Вітчизняній війні 1941—1945 рр.»
- медалі